# Eesti Laul 2022
Der 14. Eesti Laul fand vom 20. November 2021 bis zum 12. Februar 2022 in Tallinn statt und war der estnische Vorentscheid für den Eurovision Song Contest 2022 in Turin (Italien). Austragender Sender war wie immer Eesti Rahvusringhääling (ERR). Der Sänger Stefan gewann mit seinem Lied Hope.

## Format

### Konzept
Das Konzept aus dem Jahre 2019 wurde 2022 durch ein neues Konzept ersetzt. Es nahmen nun 40 Beiträge am Eesti Laul teil. Diese wurden aufgeteilt auf zehn Lieder pro Viertelfinale. Fünf Lieder pro Viertelfinale erreichten das Halbfinale, drei davon wurden vom Televoting ausgesucht, während die restlichen zwei von einer Jury ausgewählt wurden. In den zwei Halbfinales treten dann insgesamt je zehn Interpreten gegeneinander an. Davon qualifizieren sich je fünf Beiträge für das Finale. Die fünf Finalisten werden zu 50 % per Televoting und zu 50 % per Juryvoting entschieden. Im Finale treten somit zehn Teilnehmer in zwei Abstimmungsrunden gegeneinander an. Zu 50 % Televoting und zu 50 % Juryvoting werden dann die besten drei Teilnehmer ermittelt, die am Superfinale teilnehmen. Im Superfinale entscheiden dann lediglich die Zuschauer den Sieger und somit den estnischen Beitrag zum Eurovision Song Contest 2022.
Durch die Auswirkung der COVID-19-Pandemie, fanden die Viertelfinales und die beiden Halbfinales ohne Live-Publikum statt. Am 8. Februar 2022 gab ERR bekannt, dass das Finale hingegen mit einem begrenzten Publikum von 3.000 Zuschauern stattfinden soll.

### Beitragswahl
Vom 2. September 2021 bis zum 20. Oktober 2021 konnten Beiträge bei ERR eingereicht werden. Komponisten und Interpreten konnten bis zu fünf Lieder einreichen. Auch ausländische Komponisten waren eingeladen, Beiträge einzureichen, allerdings nur wenn sie mit einem estnischen Komponisten zusammenarbeiteten. Ebenso sollten die Interessierten ihre Ideen für den Bühnenauftritt bei der Bewerbung mitteilen. Wie in den Vorjahren gab es auch 2022 wieder eine Gebühr beim Einreichen von Beiträgen. Lieder in Estnischer Sprache zahlten vom 2. September bis 17. Oktober 2021 eine Gebühr von 50 Euro und vom 18. bis 20. Oktober 2021 eine Gebühr von 100 Euro. Für Lieder in anderen Sprachen mussten 100 Euro vom 2. September bis 17. Oktober 2021 und vom 18. bis 20. Oktober bereits 200 Euro bezahlt werden.
Am 20. Oktober 2021 gab ERR bekannt, dass der Sender 202 Lieder erhalten hatte und somit 46 Lieder mehr als noch 2021. Es war die höchste Anzahl an Beiträgen seit 2019. 84 von den 202 eingereichten Liedern waren auf Estnisch gesungen, ebenso gab es Einreichungen auf Französisch, Italienisch, Spanisch und in einer imaginativen Sprache. Außerdem hatten sieben ehemalige estnische Eurovision Vertreter Beiträge eingereicht. Eine Jury hatte blind, ohne zu wissen, von wem das Lied ist und wer die Komponisten dahinter sind, die 40 besten Beiträge ausgewählt.

### Moderation
Am 15. November 2021 wurden Tanel Padar, der den bisher einzigen Sieg Estlands beim Eurovision Song Contest 2001 zusammen mit Dave Benton und 2XL holte, und Eda-Ines Etti, die Estland 2000 beim Eurovision Song Contest vertrat, als Moderatoren des ersten Viertelfinals bekanntgegeben. Als Moderatoren für das zweite Viertelfinale wurden am 22. November 2021 Uku Suviste, der Vertreter Estlands beim abgesagten Eurovision Song Contest 2020 und Eurovision Song Contest 2021, und Tanja Mihhailova-Saar, die estnische Vertreterin beim Eurovision Song Contest 2014, bekanntgegeben. Für das dritte Viertelfinale wurden Laura Põldvere, die 2005 als Teil der Band Suntribe und 2017 zusammen mit Koit Toome Estland beim Eurovision Song Contest vertrat, und Ott Lepland, der Estland 2012 in Baku beim Eurovision Song Contest vertrat, als Moderatoren am 29. November 2021 bekanntgegeben. Die für das vierte Viertelfinale ausgewählten Moderatoren, Jüri Pootsmann, der 2016 Estland beim Eurovision Song Contest in Stockholm vertrat, und Getter Jaani, die Estland beim Eurovision Song Contest 2011 vertrat, wurden am 6. Dezember 2021 bekanntgegeben. Am 11. Januar 2022 wurden Maarja-Liis Ilus, die Estland bereits zwei Mal beim Eurovision Song Contest vertrat (1996 zusammen mit Ivo Linna, 1997), und Priit Loog als Moderatoren für das erste und zweite Halbfinale sowie für das Finale bekanntgegeben. Der Green Room wurde von Jüri Pootsmann moderiert, der bereits das vierte Viertelfinale moderiert hat. 

### Jury
Das erste Jury-Mitglied für das Finale, Lordi, wurde am 9. Februar 2022 bekanntgegeben. Die restlichen 10 Jury-Mitglieder wurden am 12. Februar 2022 bekanntgegeben.

### Ergebnisse
Die Ergebnisse der jeweiligen Shows wurden am 15. Februar 2022 bekanntgegeben.

## Teilnehmer
Am 15. November 2021 wurden die Interpreten und die Songtitel für das erste Viertelfinale bekanntgegeben. Die dazugehörigen Lieder wurden am 19. November veröffentlicht. Die Interpreten und Songtitel des zweiten Viertelfinales wurden am 22. November 2021 veröffentlicht. Die Songs für das zweite Viertelfinale wurden am 26. November 2021 veröffentlicht. Die für das dritte Halbfinale ausgewählten Interpreten und Songtitel wurden am 29. November 2021 bekanntgegeben. Die zum dritten Halbfinale gehörenden Songs wurden am 4. Dezember 2021 veröffentlicht. Die zehn Interpreten und Songtitel für das vierte Viertelfinale wurden am 6. Dezember 2021 bekanntgegeben. Die Songs der zehn Interpreten des vierten Viertelfinales wurden am 11. Dezember 2021 veröffentlicht. 

### Zurückkehrende Interpreten
2022 kehrten einige Sieger und Teilnehmer vergangener Ausgaben zurück. Anna Sahlene vertrat Estland beim Eurovision Song Contest 2002. Elina Nechayeva fuhr für Estland zum Eurovision Song Contest 2018 in Lissabon. Evelin Samuel nahm bisher vier Mal am estnischen Vorentscheid teil, vertrat Estland aber bisher nur einmal beim Eurovision Song Contest (1999), gewann aber 1999 die damalige Vorentscheidung Eurolaul. Lauri Pihlap nahm bisher auch vier Mal am Wettbewerb teil, und gewann den Eurolaul und den Eurovision Song Contest im Jahre 2001. Ott Lepland vertrat Estland in Baku 2012 und moderierte dieses Jahr das dritte Viertelfinale. Stig Rästa vertrat Estland bisher ebenfalls nur einmal beim Eurovision Song Contest (2015) und nahm bisher acht Mal am Eesti Laul teil. Shira war die einzige Teilnehmerin des diesjährigen Wettbewerbs, die mit zwei Beiträgen an den Start geht. 
| Interpret                                    | Jahr |
| -------------------------------------------- | --- |
| Alabama Watchdog                             | 2021 |
| Andrei Zevakin                               | 2021 (mit Pluuto) |
| Anna Sahlene                                 | 2002 |
| Ariadne                                      | 2017 |
| Desiree                                      | 2018 |
| Elina Nechayeva                              | 2018 |
| Elisa Kolk (als Elysa)                       | 2015 |
| Emily J.                                     | 2019 (mit xtra basic) |
| Evelin Samuel                                | 1996 (1× mit Toomas Rull; 1× mit Karl Madis, Maarja-Liis Ilus & Pearu Paulus), 1998 (1× selbst; 1× mit Ivo Linna), 1999 (mit Camille), 2000                                                                                               |
| Grete Paia                                   | 2013, 2016, 2019 |
| Helen                                        | 2021 |
| Inga (als Mitglied von deLulu)               | 2016 (als Mitglied von La La Ladies), 2019 (mit Lumevärv), 2020 |
| Jaagup Tuisk                                 | 2020 |
| Kéa                                          | 2016, 2021 |
| Lauri Liiv (als Mitglied von Black Velvet)   | 1998 (mit Kaire Vilgats), 1999 |
| Lauri Pihlap                                 | 2001 (als Mitglied von 2XL, mit Tanel Padar & Dave Benton), 2007 (als Mitglied von Soul Militia), 2009 (als Mitglied von Lowry), 2012 (als Mitglied von Soul Militia)                                                                     |
| Little Mess                                  | 2020 |
| Maian                                        | 2017 (mit Karl-Kristjan & Whogaux) |
| Meisterjaan                                  | 2013 (als Mitglied von Armastus), 2016 |
| Merilin Mälk                                 | 2020 |
| Ott Lepland                                  | 2012 |
| Púr Múdd                                     | 2016 |
| Shira                                        | 2020 |
| Stefan                                       | 2018 (als Mitglied von Vajé), 2019, 2020 |
| Stig Rästa                                   | 2004 (als Mitglied von Slobodan River), 2009 (als Mitglied von Traffic), 2011 (als Mitglied von Outloudz), 2012 (als Mitglied von Traffic), 2014 (als Mitglied von Traffic), 2015 (mit Elina Born), 2018, 2020 (als Mitglied von Traffic) |
| Sulev Lõhmus (als Mitglied von Black Velvet) | 2000 (als Mitglied von White Satin) |
| Traffic                                      | 2009, 2012, 2014, 2020 |
| Triin Niitoja                                | 2015 (mit John4) |
| Wiiralt                                      | 2021 |

## Viertelfinale

### Erstes Viertelfinale
Das erste Viertelfinale fand am 20. November 2021 um 20:35 Uhr (MESZ) in den ERR Studios statt. Insgesamt fünf Interpreten qualifizierten sich für das Halbfinale.
| Startnr. | Interpret     | Lied Musik (M) und Text (T)                                                                          | Sprache            | Übersetzung (inoffiziell) | Zuschauer (Televoting & SMS) | Zuschauer (Televoting & SMS) | Juryplatz |
| Startnr. | Interpret     | Lied Musik (M) und Text (T)                                                                          | Sprache            | Übersetzung (inoffiziell) | Stimmen                      | Platz                        | Juryplatz |
| -------- | ------------- | --- | ------------------ | ------------------------- | ---------------------------- | ---------------------------- | --------- |
| 9        | Boamadu       | Mitte Kauaks M/T: Keith Mutvei, Peeter Priks                                                         | Estnisch           | Nicht für lange           | 1544                         | 1.                           | 6.        |
| 6        | Stig Rästa    | Interstellar M/T: David Lindgren Zacharias, Fred Krieger, Herman Gardarfve, Stig Rästa, Victor Crone | Englisch           | Interstellar              | 1422                         | 2.                           | 3.        |
| 10       | Evelin Samuel | Waterfall M/T: Glen Pilvre, Katrin Pärn, Priit Pajusaar                                              | Englisch           | Wasserfall                | 1188                         | 3.                           | 10.       |
| 8        | Little Mess   | Hea Päev M/T: Andra Teede, Tanja Mihhailova-Saar, Timo Vendt                                         | Estnisch           | Guten Tag                 | 1048                         | 4.                           | 7.        |
| 5        | Peter Põder   | Koos Lõpuni M/T: Peter Põder, Raul Krebs                                                             | Estnisch           | Zusammen bis zum Ende     | 736                          | 5.                           | 8.        |
| 1        | Traffic       | Kaua Veel M/T: Karl Killing, Andreas Poom, Silver Laas, Fred Krieger, Vallo Kikas                    | Estnisch           | Längst                    | 501                          | 6.                           | 4.        |
| 7        | Maian         | Meeletu M: Gevin Niglas, Maian Lomp, Vallo Kikas; T: Gevin Niglas, Maian Lomp                        | Estnisch, Spanisch | Verrückt                  | 445                          | 7.                           | 2.        |
| 4        | Fiona and Me  | Feel Like This M/T: Fiona and Me                                                                     | Englisch           | Fühle mich so wie das     | 440                          | 8.                           | 5.        |
| 2        | Jaagup Tuisk  | Kui Vaid M/T: Jaagup Tuisk, Lauri Räpp, Rita Bavanti                                                 | Estnisch           | Wenn nur                  | 434                          | 9.                           | 1.        |
| 3        | Kéa           | Everytime M/T: Andrei Zevakin, Ketter Orav                                                           | Englisch           | Jedes Mal                 | 401                          | 10.                          | 9.        |

 Kandidat hat sich per Televoting für das Halbfinale qualifiziert.
 Kandidat hat sich durch die Jury für das Halbfinale qualifiziert.

### Zweites Viertelfinale
Das zweite Viertelfinale fand am 27. November 2021 um 20:35 Uhr (MESZ) in den ERR Studios statt. Es war die erste Show seit 1998, die nur Beträge in estnischer Sprache enthielt. Insgesamt fünf Interpreten qualifizierten sich für das Halbfinale.
| Startnr. | Interpret                       | Lied Musik (M) und Text (T)                                                     | Sprache  | Übersetzung (inoffiziell) | Zuschauer (Televoting & SMS) | Zuschauer (Televoting & SMS) | Juryplatz |
| Startnr. | Interpret                       | Lied Musik (M) und Text (T)                                                     | Sprache  | Übersetzung (inoffiziell) | Stimmen                      | Platz                        | Juryplatz |
| -------- | ------------------------------- | ------------------------------------------------------------------------------- | -------- | ------------------------- | ---------------------------- | ---------------------------- | --------- |
| 8        | Andrei Zevakin feat. Grete Paia | Mis Nüüd Saab M/T: Andrei Zevakin, Grete Paia, Henry Orlov                      | Estnisch | Was jetzt                 | 1545                         | 1.                           | 6.        |
| 10       | Triin Niitoja & Frants Tikerpuu | Laululind M/T: Frants Tikerpuu                                                  | Estnisch | Singvogel                 | 1514                         | 2.                           | 3.        |
| 5        | Helen                           | Vaata Minu Poole M/T: Gevin Niglas, Helen Randmets, Karl Killing, Merili Käsper | Estnisch | Schau mich an             | 1134                         | 3.                           | 7.        |
| 9        | Meisterjaan                     | Vahel Lihtsalt M/T: Jaan Tätte juunior                                          | Estnisch | Manchmal nur              | 839                          | 4.                           | 8.        |
| 2        | Desiree                         | Siiani M/T: Desiree Mumm, Hannes Agur Vellend, Kretel Kopra                     | Estnisch | Bisher                    | 811                          | 5.                           | 10.       |
| 3        | Silver Jusilo                   | Elu Rüpes M/T: Silver Jusilo                                                    | Estnisch | Mitten im Leben           | 773                          | 6.                           | 9.        |
| 7        | An-Marlen                       | Lõpuks Muutub M/T: Alvar Antson, Ingel Marlen Mikk, Sander Sadam                | Estnisch | Es ändert sich endlich    | 605                          | 7.                           | 4.        |
| 1        | Wiiralt                         | Kuradile M/T: Hendrik Sal-Saller, Martin Saaremägi                              | Estnisch | Zur Hölle                 | 595                          | 8.                           | 5.        |
| 4        | Kaia-Liisa Kesler               | Vaikus M/T: Kaarel Orumägi, Kaia-Liisa Kesler                                   | Estnisch | Stille                    | 576                          | 9.                           | 1.        |
| 6        | Jyrise                          | Plaksuta M/T: Mairo Virolainen, Rauno Jürise, Sander Valge, Tuomas Lehtinen     | Estnisch | Klatschen                 | 466                          | 10.                          | 2.        |

 Kandidat hat sich per Televoting für das Halbfinale qualifiziert.
 Kandidat hat sich durch die Jury für das Halbfinale qualifiziert.

### Drittes Viertelfinale
Das dritte Viertelfinale fand am 4. Dezember 2021 um 20:35 Uhr (MESZ) in den ERR Studios statt. Insgesamt fünf Interpreten qualifizierten sich für das Halbfinale.
| Startnr. | Interpret        | Lied Musik (M) und Text (T)                                            | Sprache  | Übersetzung (inoffiziell)      | Zuschauer (Televoting & SMS) | Zuschauer (Televoting & SMS) | Juryplatz |
| Startnr. | Interpret        | Lied Musik (M) und Text (T)                                            | Sprache  | Übersetzung (inoffiziell)      | Stimmen                      | Platz                        | Juryplatz |
| -------- | ---------------- | ---------------------------------------------------------------------- | -------- | ------------------------------ | ---------------------------- | ---------------------------- | --------- |
| 1        | Stefan           | Hope M/T: Stefan Airapetjan, Karl-Ander Reismann                       | Englisch | Hoffnung                       | 2050                         | 1.                           | 4.        |
| 4        | Elina Nechayeva  | Remedy M/T: Sven Lõhmus                                                | Englisch | Abhilfe                        | 1310                         | 2.                           | 7.        |
| 8        | Anna Sahlene     | Champion M/T: Anna Sahlene, Nicklas Ecklund, Dagmar Oja, Kaire Vilgats | Englisch | Champion                       | 827                          | 3.                           | 8.        |
| 10       | Shira            | Under Water M/T: Marika Rodionova, Kristi Raias, Johannes Laas         | Englisch | Unter Wasser                   | 739                          | 4.                           | 6.        |
| 5        | Lauri Pihlap     | Take Me Home M/T: Lauri Pihlap                                         | Englisch | Bring mich nach Hause          | 598                          | 5.                           | 10.       |
| 7        | Merilin Mälk     | Little Girl M/T: Karl-Ander Reismann                                   | Englisch | Kleines Mädchen                | 553                          | 6.                           | 1.        |
| 9        | Alabama Watchdog | Move On M/T: Ken Einberg, Taaniel Pogga, Sven Seinpere                 | Englisch | Weitergehen                    | 529                          | 7.                           | 2.        |
| 6        | Levvis           | Let‘s Talk About M/T: Aleksei Baruzdin                                 | Englisch | Lass uns darüber reden         | 512                          | 8.                           | 5.        |
| 3        | Goodreason       | Three Days Ago M/T: Hele-Mai Mängel                                    | Englisch | Vor drei Tagen                 | 387                          | 9.                           | 9.        |
| 2        | deLulu           | Music Saved My Soul M/T: Inga Tislar, Mairo Marjamaa, Taavi Paomets    | Englisch | Musik hat meine Seele gerettet | 280                          | 10.                          | 3.        |

 Kandidat hat sich per Televoting für das Halbfinale qualifiziert.
 Kandidat hat sich durch die Jury für das Halbfinale qualifiziert.

### Viertes Viertelfinale
Das vierte Viertelfinale fand am 11. Dezember 2021 um 20:35 Uhr (MESZ) in den ERR Studios statt. Insgesamt fünf Interpreten qualifizierten sich für das Halbfinale.
| Startnr. | Interpret                            | Lied Musik (M) und Text (T)                                                                                       | Sprache  | Übersetzung (inoffiziell)  | Zuschauer (Televoting & SMS) | Zuschauer (Televoting & SMS) | Juryplatz |
| Startnr. | Interpret                            | Lied Musik (M) und Text (T)                                                                                       | Sprache  | Übersetzung (inoffiziell)  | Stimmen                      | Platz                        | Juryplatz |
| -------- | ------------------------------------ | --- | -------- | -------------------------- | ---------------------------- | ---------------------------- | --------- |
| 10       | Black Velvet                         | Sandra M/T: Sven Lõhmus                                                                                           | Estnisch | Sandra                     | 1771                         | 1.                           | 7.        |
| 6        | Ott Lepland                          | Aovalguses M/T: Ott Lepland, Maian Anna Kärmas, Karl-Ander Reismann                                               | Estnisch | Im Licht                   | 1207                         | 2.                           | 1.        |
| 2        | Elysa                                | Fire M/T: Linnea Deb, Ellen Benediktson, Andreas Stone, Elisa Kolk, Indrek Rahumaa                                | Englisch | Feuer                      | 1046                         | 3.                           | 4.        |
| 9        | Ariadne                              | Shouldn‘t Be Friends M/T: Liina Ariadne Pedanik, Martti Hallik, Sofi Meronen, Aleksi Liski                        | Englisch | Sollten keine Freunde sein | 956                          | 4.                           | 5.        |
| 1        | Púr Múdd & Shira                     | Golden Shores M/T: Madis Sillamo, Oliver Rõõmus, Joonatan Siiman, Kasper Krogh Vestergaard, Nikolaj Tøth Andersen | Englisch | Goldene Ufer               | 925                          | 5.                           | 3.        |
| 3        | Minimal Wind feat. Elisabeth Tiffany | What To Make Of This M/T: Paula Pajusaar, Taavi-Hans Kõlar, Elisabeth Tiffany Lepik, Ralf Erik Kollom             | Englisch | Was soll man davon halten  | 731                          | 6.                           | 2.        |
| 7        | Eleryn Tiit                          | Tunnete Keel M/T: Karl Killing, Gevin Niglas, Eleryn Tiit, Aron Blom                                              | Estnisch | Du fühlst die Sprache      | 600                          | 7.                           | 6.        |
| 8        | Jessica                              | My Mom M/T: Steven Ilves, Jessica Rohelpuu                                                                        | Englisch | Meine Mutter               | 416                          | 8.                           | 10.       |
| 5        | Emily J.                             | Quicksilver M/T: Vallo Kikas, Emili Jürgens, Ani Nnebedum, Aleksanteri Hulkko                                     | Englisch | Quecksilber                | 353                          | 9.                           | 8.        |
| 4        | Dramanda                             | Tule Minu Sisse M/T: Amanda Hermiine Künnapas, Hendrik Põlluste                                                   | Estnisch | Komm in mich rein          | 243                          | 10.                          | 9.        |

 Kandidat hat sich per Televoting für das Halbfinale qualifiziert.
 Kandidat hat sich durch die Jury für das Halbfinale qualifiziert.

## Halbfinale
Die Aufteilung der beiden Halbfinales wurde am 11. Januar 2022 bekanntgegeben. Die Startreihenfolge für das jeweilige Halbfinale wurde am 19. Januar 2022 bekanntgegeben.

### Erstes Halbfinale
Das erste Halbfinale fand am 3. Februar 2022 um 20:35 Uhr (MESZ) in den ERR Studios statt. Insgesamt fünf Interpreten qualifizierten sich für das Finale. Am 2. Februar 2022 wurde bekanntgegeben, dass Elysa und Merilin Mälk positiv auf COVID-19 getestet wurden und somit nicht im ersten Halbfinale live auftreten können, stattdessen wird das Musikvideo der jeweiligen Songs eingespielt, welches bereits im Viertelfinale verwendet wurde.

#### Erste Runde
| Platz | Startnr. | Interpret                       | Lied Musik (M) und Text (T)                                                                          | Sprache  | Übersetzung (inoffiziell) | Jury    | Jury   | Zuschauer (Televoting & SMS) | Zuschauer (Televoting & SMS) | Gesamt |
| Platz | Startnr. | Interpret                       | Lied Musik (M) und Text (T)                                                                          | Sprache  | Übersetzung (inoffiziell) | Stimmen | Punkte | Stimmen                      | Punkte                       | Gesamt |
| ----- | -------- | ------------------------------- | --- | -------- | ------------------------- | ------- | ------ | ---------------------------- | ---------------------------- | ------ |
| 1.    | 1        | Elysa                           | Fire M/T: Linnea Deb, Ellen Benediktson, Andreas Stone, Elisa Kolk, Indrek Rahumaa                   | Englisch | Feuer                     | 77      | 6      | 5206                         | 12                           | 18     |
| 2.    | 3        | Andrei Zevakin feat. Grete Paia | Mis Nüüd Saab M/T: Andrei Zevakin, Grete Paia, Henry Orlov                                           | Estnisch | Was jetzt                 | 54      | 5      | 2521                         | 10                           | 15     |
| 3.    | 6        | Stig Rästa                      | Interstellar M/T: David Lindgren Zacharias, Fred Krieger, Herman Gardarfve, Stig Rästa, Victor Crone | Englisch | Interstellar              | 92      | 12     | 1149                         | 3                            | 15     |
| 4.    | 10       | Ott Lepland                     | Aovalguses M/T: Ott Lepland, Maian Anna Kärmas, Karl-Ander Reismann                                  | Estnisch | Im Licht                  | 89      | 8      | 1667                         | 6                            | 14     |
| 5.    | 8        | Kaia-Liisa Kesler               | Vaikus M/T: Kaarel Orumägi, Kaia-Liisa Kesler                                                        | Estnisch | Stille                    | 90      | 10     | 1155                         | 4                            | 14     |
| 6.    | 9        | Elina Nechayeva                 | Remedy M/T: Sven Lõhmus                                                                              | Englisch | Abhilfe                   | 50      | 3      | 2414                         | 8                            | 11     |
| 7.    | 5        | Merilin Mälk                    | Little Girl M/T: Karl-Ander Reismann                                                                 | Englisch | Kleines Mädchen           | 78      | 7      | 1058                         | 2                            | 9      |
| 8.    | 2        | Helen                           | Vaata Minu Poole M/T: Gevin Niglas, Helen Randmets, Karl Killing, Merili Käsper                      | Estnisch | Schau mich an             | 13      | 1      | 1773                         | 7                            | 8      |
| 9.    | 7        | Triin Niitoja & Frants Tikerpuu | Laululind M/T: Frants Tikerpuu                                                                       | Estnisch | Singvogel                 | 43      | 2      | 1207                         | 5                            | 7      |
| 10.   | 4        | Alabama Watchdog                | Move On M/T: Ken Einberg, Taaniel Pogga, Sven Seinpere                                               | Englisch | Weitergehen               | 52      | 4      | 566                          | 1                            | 5      |

 Kandidat hat sich durch die erste Runde für das Finale qualifiziert.

#### Zweite Runde
| Platz | Startnr. | Interpret                       | Lied Musik (M) und Text (T)                                                     | Sprache  | Übersetzung (inoffiziell) | Zuschauerstimmen (Televoting & SMS) |
| ----- | -------- | ------------------------------- | ------------------------------------------------------------------------------- | -------- | ------------------------- | ----------------------------------- |
| 1.    | 9        | Elina Nechayeva                 | Remedy M/T: Sven Lõhmus                                                         | Englisch | Abhilfe                   | 2091                                |
| 2.    | 5        | Merilin Mälk                    | Little Girl M/T: Karl-Ander Reismann                                            | Englisch | Kleines Mädchen           | 1772                                |
| 3.    | 8        | Kaia-Liisa Kesler               | Vaikus M/T: Kaarel Orumägi, Kaia-Liisa Kesler                                   | Estnisch | Stille                    | 1212                                |
| 4.    | 4        | Alabama Watchdog                | Move On M/T: Ken Einberg, Taaniel Pogga, Sven Seinpere                          | Englisch | Weitergehen               | 395                                 |
| 5.    | 2        | Helen                           | Vaata Minu Poole M/T: Gevin Niglas, Helen Randmets, Karl Killing, Merili Käsper | Estnisch | Schau mich an             | 375                                 |
| 6.    | 7        | Triin Niitoja & Frants Tikerpuu | Laululind M/T: Frants Tikerpuu                                                  | Estnisch | Singvogel                 | 360                                 |

 Kandidat hat sich durch die zweite Runde für das Finale qualifiziert.

### Zweites Halbfinale
Das zweite Halbfinale fand am 5. Februar 2022 um 20:35 Uhr (MESZ) in den ERR Studios statt. Insgesamt fünf Interpreten qualifizierten sich für das Finale. Am 4. Februar 2022 wurde bekanntgegeben, dass Minimal Wind feat. Elisabeth Tiffany im zweiten Halbfinale nicht live auftreten werden, da eines der Mitglieder positiv auf COVID-19 getestet wurde, stattdessen wird das Musikvideo des Songs eingespielt, welches bereits im Viertelfinale verwendet wurde.

#### Erste Runde
| Platz | Startnr. | Interpret                            | Lied Musik (M) und Text (T)                                                                                       | Sprache            | Übersetzung (inoffiziell) | Jury    | Jury   | Zuschauer (Televoting & SMS) | Zuschauer (Televoting & SMS) | Gesamt |
| Platz | Startnr. | Interpret                            | Lied Musik (M) und Text (T)                                                                                       | Sprache            | Übersetzung (inoffiziell) | Stimmen | Punkte | Stimmen                      | Punkte                       | Gesamt |
| ----- | -------- | ------------------------------------ | --- | ------------------ | ------------------------- | ------- | ------ | ---------------------------- | ---------------------------- | ------ |
| 1.    | 9        | Stefan                               | Hope M/T: Stefan Airapetjan, Karl-Ander Reismann                                                                  | Englisch           | Hoffnung                  | 116     | 12     | 4752                         | 12                           | 24     |
| 2.    | 10       | Anna Sahlene                         | Champion M/T: Anna Sahlene, Nicklas Ecklund, Dagmar Oja, Kaire Vilgats                                            | Englisch           | Champion                  | 96      | 10     | 2583                         | 10                           | 20     |
| 3.    | 5        | Black Velvet                         | Sandra M/T: Sven Lõhmus                                                                                           | Estnisch           | Sandra                    | 56      | 6      | 2261                         | 8                            | 14     |
| 4.    | 7        | Jaagup Tuisk                         | Kui Vaid M/T: Jaagup Tuisk, Lauri Räpp, Rita Bavanti                                                              | Estnisch           | Wenn nur                  | 87      | 8      | 1269                         | 5                            | 13     |
| 5.    | 8        | Minimal Wind feat. Elisabeth Tiffany | What To Make Of This M/T: Paula Pajusaar, Taavi-Hans Kõlar, Elisabeth Tiffany Lepik, Ralf Erik Kollom             | Englisch           | Was soll man davon halten | 54      | 5      | 1700                         | 7                            | 12     |
| 6.    | 2        | Maian                                | Meeletu M: Gevin Niglas, Maian Lomp, Vallo Kikas; T: Gevin Niglas, Maian Lomp                                     | Estnisch, Spanisch | Verrückt                  | 78      | 7      | 1221                         | 3                            | 10     |
| 7.    | 3        | Boamadu                              | Mitte Kauaks M/T: Keith Mutvei, Peeter Priks                                                                      | Estnisch           | Nicht für lange           | 43      | 3      | 1686                         | 6                            | 9      |
| 8.    | 6        | Púr Múdd & Shira                     | Golden Shores M/T: Madis Sillamo, Oliver Rõõmus, Joonatan Siiman, Kasper Krogh Vestergaard, Nikolaj Tøth Andersen | Englisch           | Goldene Ufer              | 48      | 4      | 1079                         | 2                            | 6      |
| 9.    | 4        | Evelin Samuel                        | Waterfall M/T: Glen Pilvre, Katrin Pärn, Priit Pajusaar                                                           | Englisch           | Wasserfall                | 20      | 1      | 1227                         | 4                            | 5      |
| 10.   | 1        | Jyrise                               | Plaksuta M/T: Mairo Virolainen, Rauno Jürise, Sander Valge, Tuomas Lehtinen                                       | Estnisch           | Klatschen                 | 40      | 2      | 417                          | 1                            | 3      |

 Kandidat hat sich durch die erste Runde für das Finale qualifiziert.

#### Zweite Runde
| Platz | Startnr. | Interpret                            | Lied Musik (M) und Text (T)                                                                                       | Sprache            | Übersetzung (inoffiziell) | Zuschauerstimmen (Televoting & SMS) |
| ----- | -------- | ------------------------------------ | --- | ------------------ | ------------------------- | ----------------------------------- |
| 1.    | 8        | Minimal Wind feat. Elisabeth Tiffany | What To Make Of This M/T: Paula Pajusaar, Taavi-Hans Kõlar, Elisabeth Tiffany Lepik, Ralf Erik Kollom             | Englisch           | Was soll man davon halten | 1357                                |
| 2.    | 4        | Evelin Samuel                        | Waterfall M/T: Glen Pilvre, Katrin Pärn, Priit Pajusaar                                                           | Englisch           | Wasserfall                | 1245                                |
| 3.    | 2        | Maian                                | Meeletu M: Gevin Niglas, Maian Lomp, Vallo Kikas; T: Gevin Niglas, Maian Lomp                                     | Estnisch, Spanisch | Verrückt                  | 1153                                |
| 4.    | 3        | Boamadu                              | Mitte Kauaks M/T: Keith Mutvei, Peeter Priks                                                                      | Estnisch           | Nicht für lange           | 887                                 |
| 5.    | 6        | Púr Múdd & Shira                     | Golden Shores M/T: Madis Sillamo, Oliver Rõõmus, Joonatan Siiman, Kasper Krogh Vestergaard, Nikolaj Tøth Andersen | Englisch           | Goldene Ufer              | 839                                 |
| 6.    | 1        | Jyrise                               | Plaksuta M/T: Mairo Virolainen, Rauno Jürise, Sander Valge, Tuomas Lehtinen                                       | Estnisch           | Klatschen                 | 585                                 |

 Kandidat hat sich durch die zweite Runde für das Finale qualifiziert.

## Finale
Das Finale fand am 12. Februar 2022 um 20:35 Uhr (MESZ) statt. Die drei bestplatzierten Beiträge qualifizierten sich für das Superfinale. Die Startreihenfolge wurde am 7. Februar 2022 bekanntgegeben.
| Platz | Startnr. | Interpret                            | Lied Musik (M) und Text (T)                                                                           | Sprache  | Übersetzung (inoffiziell) | Jury    | Jury   | Zuschauer (Televoting & SMS) | Zuschauer (Televoting & SMS) | Gesamt |
| Platz | Startnr. | Interpret                            | Lied Musik (M) und Text (T)                                                                           | Sprache  | Übersetzung (inoffiziell) | Stimmen | Punkte | Stimmen                      | Punkte                       | Gesamt |
| ----- | -------- | ------------------------------------ | --- | -------- | ------------------------- | ------- | ------ | ---------------------------- | ---------------------------- | ------ |
| 1.    | 8        | Stefan                               | Hope M/T: Stefan Airapetjan, Karl-Ander Reismann                                                      | Englisch | Hoffnung                  | 85      | 10     | 19641                        | 12                           | 22     |
| 2.    | 7        | Minimal Wind feat. Elisabeth Tiffany | What To Make Of This M/T: Paula Pajusaar, Taavi-Hans Kõlar, Elisabeth Tiffany Lepik, Ralf Erik Kollom | Englisch | Was soll man davon halten | 101     | 12     | 7699                         | 8                            | 20     |
| 3.    | 4        | Elysa                                | Fire M/T: Linnea Deb, Ellen Benediktson, Andreas Stone, Elisa Kolk, Indrek Rahumaa                    | Englisch | Feuer                     | 66      | 7      | 14747                        | 10                           | 17     |
| 4.    | 9        | Anna Sahlene                         | Champion M/T: Anna Sahlene, Nicklas Ecklund, Dagmar Oja, Kaire Vilgats                                | Englisch | Champion                  | 69      | 8      | 5668                         | 6                            | 14     |
| 5.    | 10       | Black Velvet                         | Sandra M/T: Sven Lõhmus                                                                               | Estnisch | Sandra                    | 56      | 5      | 7463                         | 7                            | 12     |
| 6.    | 2        | Andrei Zevakin feat. Grete Paia      | Mis Nüüd Saab M/T: Andrei Zevakin, Grete Paia, Henry Orlov                                            | Estnisch | Was jetzt                 | 55      | 4      | 5147                         | 5                            | 9      |
| 7.    | 5        | Ott Lepland                          | Aovalguses M/T: Ott Lepland, Maian Anna Kärmas, Karl-Ander Reismann                                   | Estnisch | Im Licht                  | 62      | 6      | 2426                         | 3                            | 9      |
| 8.    | 1        | Elina Nechayeva                      | Remedy M/T: Sven Lõhmus                                                                               | Englisch | Abhilfe                   | 43      | 1      | 2862                         | 4                            | 5      |
| 9.    | 6        | Stig Rästa                           | Interstellar M/T: David Lindgren Zacharias, Fred Krieger, Herman Gardarfve, Stig Rästa, Victor Crone  | Englisch | Interstellar              | 53      | 3      | 2284                         | 2                            | 5      |
| 10.   | 3        | Jaagup Tuisk                         | Kui Vaid M/T: Jaagup Tuisk, Lauri Räpp, Rita Bavanti                                                  | Estnisch | Wenn nur                  | 48      | 2      | 1577                         | 1                            | 3      |

 Kandidat hat sich für das Superfinale qualifiziert.

### Juryvoting
| Startnr. | Interpret                            | Lied                 | Lordi | Martin Sutton | Marta Cagnola | Audrius Giržadas | Per Sunding | Natalie Horler | Scarlet Keys | Lotta Furebäck | Emily Griggs | Lörinc Bubno | Jonathan | Gesamt | Punkte |
| -------- | ------------------------------------ | -------------------- | ----- | ------------- | ------------- | ---------------- | ----------- | -------------- | ------------ | -------------- | ------------ | ------------ | -------- | ------ | ------ |
| 01       | Elina Nechayeva                      | Remedy               | 4     | 3             | 4             | 7                | 1           | 6              | 2            | 3              | 4            | 4            | 5        | 43     | 1      |
| 02       | Andrei Zevakin feat. Grete Paia      | Mis Nüüd Saab        | 1     | 7             | 10            | 3                | 12          | 4              | 4            | 2              | 2            | 3            | 7        | 55     | 4      |
| 03       | Jaagup Tuisk                         | Kui Vaid             | 3     | 2             | 2             | 10               | 3           | 5              | 7            | 1              | 3            | 10           | 2        | 48     | 2      |
| 04       | Elysa                                | Fire                 | 5     | 10            | 1             | 6                | 4           | 8              | 8            | 6              | 5            | 7            | 6        | 66     | 7      |
| 05       | Ott Lepland                          | Aovalguses           | 7     | 6             | 6             | 4                | 5           | 7              | 6            | 10             | 7            | 1            | 3        | 62     | 6      |
| 06       | Stig Rästa                           | Interstellar         | 10    | 8             | 12            | 2                | 7           | 2              | 3            | 5              | 1            | 2            | 1        | 53     | 3      |
| 07       | Minimal Wind feat. Elisabeth Tiffany | What To Make Of This | 6     | 12            | 7             | 5                | 6           | 10             | 12           | 7              | 12           | 12           | 12       | 101    | 12     |
| 08       | Stefan                               | Hope                 | 2     | 5             | 5             | 12               | 10          | 3              | 10           | 12             | 10           | 8            | 8        | 85     | 10     |
| 09       | Anna Sahlene                         | Champion             | 12    | 4             | 3             | 8                | 2           | 12             | 5            | 8              | 6            | 5            | 4        | 69     | 8      |
| 10       | Black Velvet                         | Sandra               | 8     | 1             | 8             | 1                | 8           | 1              | 1            | 4              | 8            | 6            | 10       | 56     | 5      |

### Superfinale
Im Superfinale traten die drei bestplatzierten der ersten Abstimmung noch einmal auf. In dieser Runde zählte das Televoting zu 100 %. Stefan gewann das Superfinale mit seinem Lied Hope.
| Platz | Startnr. | Interpret                            | Lied Musik (M) und Text (T)                                                                           | Sprache  | Übersetzung (inoffiziell) | Zuschauer (Televoting & SMS) | Zuschauer (Televoting & SMS) |
| Platz | Startnr. | Interpret                            | Lied Musik (M) und Text (T)                                                                           | Sprache  | Übersetzung (inoffiziell) | Stimmen                      | %                            |
| ----- | -------- | ------------------------------------ | --- | -------- | ------------------------- | ---------------------------- | ---------------------------- |
| 1.    | 3        | Stefan                               | Hope M/T: Stefan Airapetjan, Karl-Ander Reismann                                                      | Englisch | Hoffnung                  | 35681                        | 62%                          |
| 2.    | 2        | Minimal Wind feat. Elisabeth Tiffany | What To Make Of This M/T: Paula Pajusaar, Taavi-Hans Kõlar, Elisabeth Tiffany Lepik, Ralf Erik Kollom | Englisch | Was soll man davon halten | 17587                        | 31%                          |
| 3.    | 1        | Elysa                                | Fire M/T: Linnea Deb, Ellen Benediktson, Andreas Stone, Elisa Kolk, Indrek Rahumaa                    | Englisch | Feuer                     | 3929                         | 6%                           |